# Osterquelle (Lübars)
Koordinaten: 52° 37′ 17,4″ N, 13° 22′ 3,3″ O
Die Osterquelle, auch Marienquelle genannt, befindet sich östlich von Alt-Lübars im Bezirk Reinickendorf am Schildower Weg in den Flachmoorwiesen. Die letzte freisprudelnde Quelle Berlins liefert an einer Schichtgrenze zwischen Lehm und Kies sieben Liter Wasser pro Sekunde mit einer durchschnittlichen Temperatur von 9 °C.
Die Quelle wurde bereits in einer Chronik aus dem Jahr 1751 erwähnt, den Historischen Beschreibungen der Chur und Mark Brandenburg.

## Etymologie
Es gibt keinen gesicherten Nachweis woher die Quelle ihren Namen hat. Jedoch wird vermutet, dass der Ursprung eine alte sorbische Tradition ist. Zu Ostern wurde von dieser Quelle das Osterwasser geholt.